# Moffie
Moffie is een Zuid-Afrikaanse/Britse film uit 2019 van de regisseur Oliver Hermanus. Het vertelt het verhaal van een jongen die op jongens valt en als dienstplichtige in het Zuid-Afrikaanse leger dient tijdens de Zuid-Afrikaanse Grensoorlog. De film werd op het Filmfestival van Venetië 2019 voor het eerst voor publiek vertoond. Het verhaal is gebaseerd op de autobiografische roman Moffie uit 2006. Dit was het debuut van de Zuid-Afrikaanse schrijver André Carl van der Merwe (1961). Er wordt Engels en Afrikaans gesproken en in veel gesprekken gaan deze twee talen door elkaar. De film heeft Kijkwijzer-pictogrammen: angst, grof taalgebruik en vanaf zestien jaar.

## Verhaal

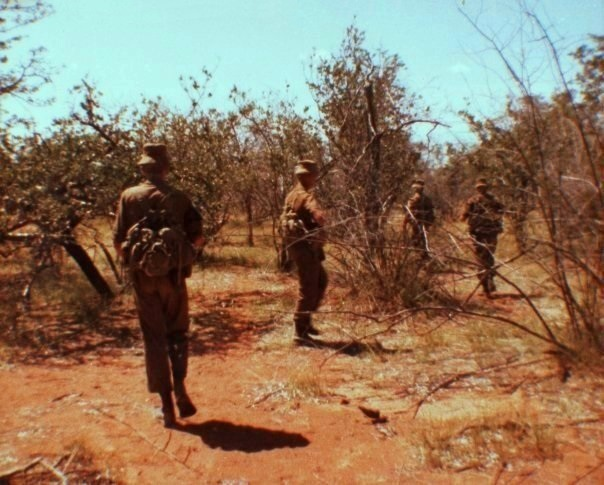
De dienstplichtigen moesten tijdens de Grensoorlog op patrouille.

Het is 1981 en de achttienjarige Nicholas (Nick) van der Swart wordt opgeroepen voor zijn twee-jaar-durende dienstplicht in het leger van het Zuid-Afrikaanse Apartheidsregime. Na een afscheidsfeestje reist hij met de trein naar Middelburg. In de trein sluit hij vriendschap met mederekruut Michael Sachs. Ondanks zijn Afrikaanse achternaam spreekt hij Engels en is hij de enige van Engelse afkomst tussen de Afrikaners. Zijn achternaam heeft hij van zijn stiefvader sinds de scheiding van zijn ouders. Zijn militaire training wordt verzorgd door een wrede sergeant. De jongens moeten mannelijk zijn en geen ‘moffie’ (mietje). Tijdens een oefening verregent Nicholas. Dylan Stassen vangt hem op en er volgen liefkozingen tussen beiden. Terug in de kazerne zingen samen het lied ‘Sugar man’ van Sixto Rodriguez. Dylan wordt daarna afgezonderd naar ‘Afdeling 22’ en aldaar langdurig mishandeld om te ‘genezen’ van gevoelens voor jongens. Tussendoor heeft Nick een terugblik: Als jongen begluurde hij ooit in een zwembadkleedkamer een man en hierdoor kwam hij in de problemen. Nicholas wordt met de andere dienstplichtigen naar de grens bij Angola gestuurd om deze tegen communisten en die swart gevaar te verdedigen tijdens de Zuid-Afrikaanse Grensoorlog. Ze komen in een vuurgevecht en Nick schiet een donkere man in trainingspak dood. Ook verliest zijn kameraad Michael zijn leven. Na de diensttijd bezoekt Nick Dylan en gaan ze in zee zwemmen.

## Rolverdeling
- Kai Luke Brummer - Nicholas van der Swart
- Ryan de Villiers - Dylan Stassen
- Matthew Vey – Michael Sachs
- Stefan Vermaak - Oscar Fourie
- Hilton Pelser - sergeant Brand
- Wynand Ferreira - Niels Snyman
- Hendrick Nieuwoudt – Roos
- Ludwig Baxter - Brent Siebert
- Nicholas van Jaarsveldt - Robert Fields

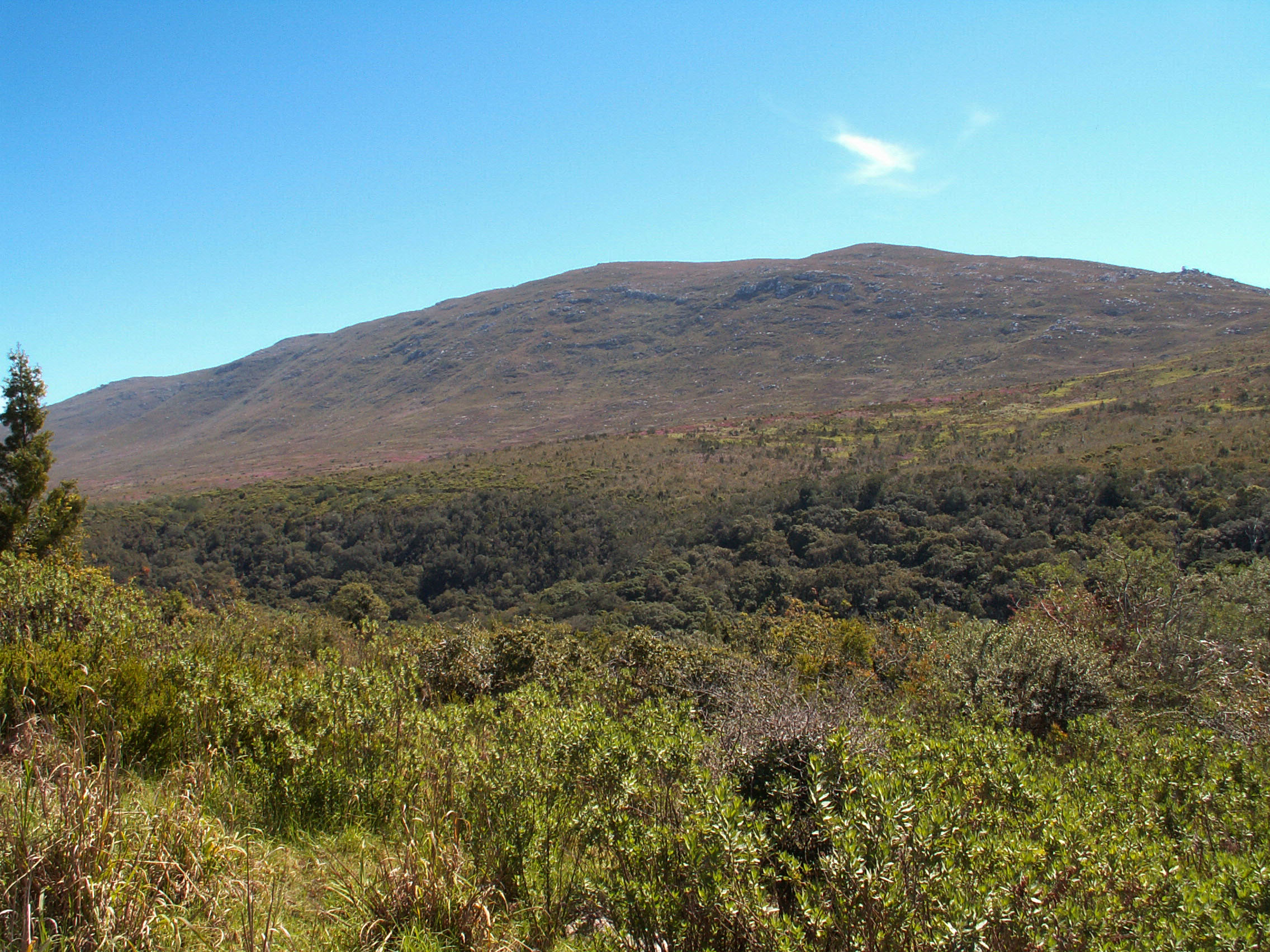
Landschap van de treinscènes.

- Jan Combrink - Jan Gould
- Matt Ashwell - jonge Nicholas

## Productie
Alle opnames vonden plaats in de buurt van Kaapstad in het begin van het jaar 2019. De opnames duurde 34 dagen waren in de plaatsen Saron, Hopefield, Grabouw en de zeescène op het einde in Simonstad. De treinscènes zijn gefilmd tussen Caledon en Elgin in de streek Overberg. De acteurs kregen vooraf militaire training.

## Ontvangst
In Nederland draaide de film in zestien bioscopen. Volkskrantrecensent Berend Jan Bocking gaf vier uit vijf sterren: ‘Een geslaagde zoektocht naar zachtheid in een snoeiharde omgeving.’ Ook Remke de Lange gaf in Trouw vier uit vijf sterren: mannelijke zachtheid in een hard en deprimerend decor.’ Dana Linssen van NRC gaf ook vier uit vijf ballen: ‘Lichamelijk, abstract en impressionistisch. En daardoor indrukwekkend.’

### Nominaties
Bij het Filmfestival van Venetië 2019 werd de film genomineerd voor de Horizons Award en de Queer Lion. Beide prijzen werden niet gewonnen.